# Марк Барбий Емилиан
Марк Барбий Емилиан (на латински: Marcus Barbius Aemilianus) e политик и сенатор на Римската империя през 2 век.
През 140 г. той е суфектконсул заедно с Тит Флавий Юлиан.